# Lina
Lina je žensko osebno ime.

## Izvor imena
Ime Lina je skrajšana oblika iz imen , ki se končujejo na -lina npr. Adelina, Evelina, Fridolina, Karlina, Karolina, Mihelina, Pavlina. Ime Lina pa je možno razlagati tudi kot žensko obliko imena Lino.

## Različice imena
Lin, Linita, Linka

## Pogostost imena
Po podatkih Statističnega urada Republike Slovenije je bilo na dan 1. januarja 2018 v Sloveniji število ženskih oseb z imenom Lina: 1471. Med vsemi ženskimi imeni je ime Lina po pogostnosti uvrščeno na 163. mesto.

## Osebni praznik
Ime Lina je v  koledarju možno uvrstiti k imenom , iz katerih lahko izhaja ali pa k imenu Lin (Lino), ki god praznuje 23. septembra.